# Börzsöny
De Börzsöny is een middelgebergte in het noorden van Hongarije, circa 60 km ten noorden van Boedapest. Het gebergte is van vulkanische oorsprong, de hoogste toppen van het gebied zijn ontstaan uit de rand van de krater van een vroegere vulkaan. Deze bevinden zich in de zuidelijke Börzsöny: de Nagy-Hideghegy (865 m), de Csóványos (938 m), de Magosfa (916 m) en de Nagy-Inóc (813 m). In de noordelijke Börzsöny liggen de Várbérc (755 m) en de Kámor (660 m).
De Börzsöny is voor het overgrote deel beschermd natuurgebied waar herten, reeën en wilde zwijnen te vinden zijn.
De toppen zijn bereikbaar door een netwerk van paden uit alle richtingen, onder meer vanuit Verőce, Kismaros en Kiralyrét. Ook kan de Börzsöny vanuit Hont in noord-zuidrichting worden overgestoken. Met een route over Diosjenő kan via de top van de Csóvanyós de Donauknie bereikt worden. In het gebied zijn diverse schuilhutten en herbergen, waar soms ook gegeten kan worden.
Op de Nagy-Hideghegy is een skipiste waar de sneeuw nog lang blijft liggen. Verder zijn er in het gebied circa 330 waterbronnen.